# Flabelligera bicolor
Flabelligera bicolor är en ringmaskart som först beskrevs av Schmarda 1861.  Flabelligera bicolor ingår i släktet Flabelligera och familjen Flabelligeridae.
Artens utbredningsområde är havet kring Nya Zeeland. Inga underarter finns listade i Catalogue of Life.